# L'Extraordinaire Tour de France d'Adélard Rousseau, dit Nivernais la clef des cœurs, Compagnon charpentier du devoir
Albums de Malicorne
Quintessence
(1977) En Public
(1979)
L'Extraordinaire Tour de France d'Adélard Rousseau, dit Nivernais la clef des cœurs, Compagnon charpentier du devoir est le cinquième album studio du groupe folk français Malicorne, sorti en 1978.

## Historique
Il s'agit du deuxième album-concept du groupe, le premier étant Almanach (1976) et le troisième Le Bestiaire (1979).
À la fin des années 1970, le groupe tente d'évoluer, en particulier avec l'arrivée du bassiste Olivier Zdrzalik-Kowalski permettant à Hughes de Courson de s'adonner pleinement aux percussions et à la batterie plus présente sur cet album et sur Malicorne 4 que sur les albums précédents (on notera la participation de Michel Santangeli sur "Si l'amour prenait racine" et "À Paris la grande ville").
On retrouve également une chanson a cappella typique du groupe ("La Complainte du coureur de bois").
À la suite de cet album, Laurent Vercambre et Hughes de Courson, piliers et membres fondateurs du groupe, quitteront la formation (Hughes de Courson reviendra cependant comme invité et producteur sur quelques-uns des albums suivants).
Cet album est composé de chansons traditionnelles arrangées par le groupe. L'idée-concept est de les relier entre elles en les présentant comme un voyage à travers la France effectué par Adélard Rousseau, un compagnon du devoir imaginé par Gabriel Yacoub, qui dans le livret a écrit un texte présentant chaque chanson. Parmi les thèmes abordés ici, outre le compagnonnage ("La Conduite") et autres métiers ("La Complainte du coureur de bois"), on trouve Paris avec "À Paris la grande ville" et l'affaire de "L'Auberge sanglante", mais aussi l'amour, la jalousie...

## Liste des titres
| No  | Titre                                  | Durée |
| --- | -------------------------------------- | ----- |
| 1.  | La Conduite                            | 3:52  |
| 2.  | La Danse des damnés                    | 4:55  |
| 3.  | Le Mari jaloux / La Valse druze        | 4:23  |
| 4.  | Si l'amour prenait racine              | 2:41  |
| 5.  | Une Fille dans le désespoir            | 3:20  |
| 6.  | Les Couleurs                           | 1:55  |
| 7.  | À Paris la grande ville                | 3:53  |
| 8.  | Compagnon qui roulez en Provence       | 3:03  |
| 9.  | La Complainte du coureur de bois       | 2:25  |
| 10. | L'Auberge sanglante                    | 3:15  |
| 11. | Le Départ des Compagnons / La Conduite | 2:21  |

## Personnel[1]

### Malicorne
- Gabriel Yacoub : guitare, banjo, guitare électrique, mandoloncelle, autoharpe, chant
- Marie Yacoub : vielle à roue, dulcimer, chant
- Olivier Zdrzalik-Kowalski : guitare basse, percussions, chant
- Laurent Vercambre : violon, violoncelle, alto, viole d'amour, nyckelharpa, mandoline, mandoloncelle, clarinette, mélodéon, guitare, chant
- Hughes de Courson : cromorne, flûtes, tympanon, synthétiseur, glockenspiel, piano, harmonium, orgue positif, tambûr, gaïta, percussions, chants

### Invités
- Dan Ar Braz : solo de guitare électrique (titres #3, #7)
- Michel Santangeli : batterie (titres #4, #7)

## Crédits
- Production : Malicorne
- Son, orgue à voix, effets spéciaux : Bruno Menny (titres #1 à #5, #7 à #10)
- Son, mixage : Colin Caldwell (titres #6, #11)
- Enregistrement des titres #1 à #5, #7 à #10 : Studio Jacques Denjean / Frémontel
- Enregistrement des titres #6, #11 : Studio Acousti
- Composition : Gabriel Yacoub (titres #6, #7, #10), Hughes De Courson (titres #2 à #4), trad.  (titres #1, #5, #8, #9, #11)
- Adaptation & arrangements : Malicorne (titres #1, #5, #8, #9, #11)
- Arrangements de la fanfare : Jean-Daniel Mercier
- Pochette : Alain Poirier
- Nouvelle pochette : Claude Cardot
- Illustration : Jean-Bernard Blanchet
- Photographie : Sergio Gaudenti

## Sources et références
1. ↑  discogs.com / Malicorne / L'Extraordinaire Tour de France d'Adélard Rousseau...